# Gwiazdki zuchowe
Gwiazdki zuchowe – "stopnie" zdobywane przez zuchy, oznaczane w postaci gwiazdek noszonych nad lewą kieszenią bluzy mundurowej pod Znaczkiem zucha. Pomagają w osiągnięciu przez zuchy określonego etapu rozwoju, przygotowującego do podjęcia zadań odpowiadających nazwie gwiazdki. Rolą gwiazdek zuchowych jest wspieranie rozwoju intelektualnego, duchowego, fizycznego i społecznego zucha.
| Oznaczenie | ZHP          | ZHR dziewczynki    | ZHR chłopcy             |
| ---------- | ------------ | ------------------ | ----------------------- |
| 1 gwiazdka | zuch ochoczy | zuch wtajemniczony | zuch pierwszej gwiazdki |
| 2 gwiazdki | zuch sprawny | zuch zaradny       | zuch drugiej gwiazdki   |
| 3 gwiazdki | zuch zaradny | zuch opiekuńczy    | zuch trzeciej gwiazdki  |

## Cele wychowawcze
- Wyrobienie u zuchów umiejętności pracy nad sobą,
- Kształtowanie nawyków życzliwego współżycia w grupie rówieśników,
- Kształtowanie pojęcia mówiącego o znaczeniu człowieka w środowisku naturalnym
- Rozwijanie potrzeb społecznych dziecka

## Metodyka
Jedynym wymogiem, który zuch musi spełnić przed przystąpieniem do zdobywania gwiazdki, jest poznanie i zrozumienie Prawa Zucha oraz złożenie Obietnicy. 
Jest to umotywowane faktem, iż aby przystąpić do pracy nad rozwojem danej osoby, musi ona znać cel, do którego dąży.  Drużynowy w swoim planie pracy powinien umieścić te sprawności, które pomogą dzieciom w realizacji programu danej gwiazdki. Gwiazdki powinny być uroczyście przyznawane w Kręgu Rady, a fakt ich przyznania wpisywany do książeczki zuchowej. Nie powinno się narzucać zadań zuchom, a także łączyć spraw szkolnych i zuchowych.